# Berkenlatten

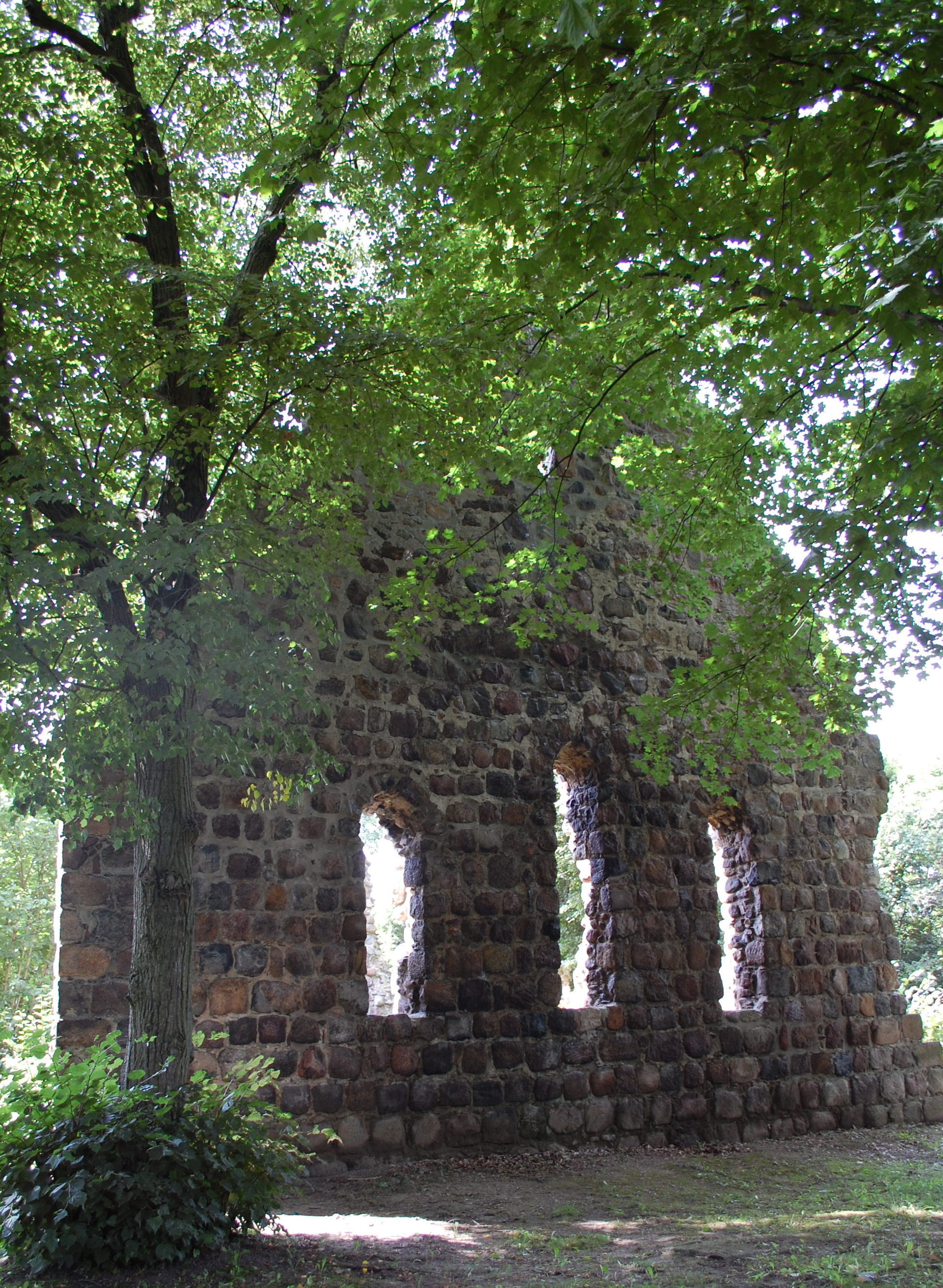
Wüste Kirche Berkenlatten

Berkenlatten ist ein Ortsteil der Gemeinde Gerswalde in Brandenburg.
Das kleine Dorf liegt südlich von Gerswalde und zählt 21 Einwohner (Stand 2006).

## Geschichte
Berkenlatten wurde im Jahr 1607 durch die Familie von Arnim als Vorwerk im Bereich der Feldmark des um 1450 wüst gewordenen Dorfes Bischofshagen angelegt. Zeitgleich entstand das in der Nähe gelegene Dorf Böckenberg. Im Dreißigjährigen Krieg wurde Berkenlatten zerstört.

## Einrichtungen
Nördlich der Ortslage befindet sich die Wüste Kirche Berkenlatten, eine auf das ehemalige Dorf Bischofshagen zurückgehende Kirchenruine. Bekannt ist Berkenlatten für den hier seit 2002 ansässigen Straußenhof Berkenlatten.